# 火車 (小説)
『火車』（かしゃ）は、宮部みゆきのミステリー小説、およびそれを原作としたテレビドラマ作品、映画作品。

## 概要
社会問題としての消費者金融のありかたをテーマとしており、サラリーマン金融やカード破産などの借財と多重債務をめぐる取り立てに翻弄される女の生き様を、彼女のことを追い求める刑事の視点から描く。雑誌『小説推理』に1992年（平成4年）3月号から6月号にかけて連載され、同年7月に双葉社より単行本が出版され、1998年（平成10年）1月に新潮文庫版が出版された。
宮部みゆきによると、まず、最後の一行に犯人が出てくる小説を書こうとした。トリックの関係から「カードローン破産」を題材にした。弁護士事務所の事務員の勤務中に弁護士が企業の破産管財人に5回ほどなったが、その時忙しく、サラ金からの破産人への取り立て電話も聞いた。「休職中の刑事」は考えて設定したのではなく、当時はストーリーがどこからか降りてくるように書いていて、そのままの形で出てきた。後で聞くと先行例は無かった。構想中に水木しげるの本を読み、出てきた「火車」という言葉から、題名にした。ラストへの犯人の書き方は、許容されるかわからず不安で、誰にも言わず完結まで書き渡して、編集者から評価され安心した。後の2019年には、弁護士事務所の勤務時に、破産に興味を持ってそれが後に『火車』につながった。ただ、これは切実なお金の問題を書いたので、当時は社会のことまで考えなかった。まだデビューから日がたたず、作家として継続して生活ができるのかが、切実な問題で、それで「個人の破産」という、何よりも自分自身にとり怖いものを、とても身近な問題として書いた、と語る。
週刊文春ミステリーベスト10で第1位になったほか、各誌紙で称賛する書評が寄せられ、第108回直木三十五賞候補となり、「出色のミステリー」「謎解きの面白さは抜群」（田辺聖子）、「大いに感心し、選考という立場を忘れて夢中で読んだ」（井上ひさし）など好意的な意見が寄せられたが、「お遊びの小説」「心を打つものとはなりえない」（渡辺淳一）といった否定的な意見のほか、選評を一行も書かなかった選考委員もおり、また本作を評価していた陳舜臣や藤沢周平が選考会を欠席するなど不運が重なり受賞には至らなかった。第6回山本周五郎賞受賞。「このミステリーがすごい!」ベスト・オブ・ベスト第1位。2008年（平成20年）に賞創設から20年間の1位に輝いた。
書評家の青木知恵は、小説そのものの面白さだけでなく、生き急ぐ現代女性の姿を見つめて共感を得、ミステリに新しい女性読者を呼び寄せたと評価している。
作中で、関根彰子の破産手続きをした「溝口悟郎弁護士」は、実在の弁護士、宇都宮健児がモデルで、宮部が企業破産対応の経験しかなく個人破産がわからず、3時間ほど多重債務問題を取材し、溝口のセリフは、取材時の宇都宮健児のものである。
旧大阪球場の住宅展示場は、テレビのクイズ番組で見て知って、これは大阪へ取材したが、土地鑑がなく高村薫に協力を得て案内してもらい、家の外観や照明灯との後景などの話も聞いてもらい意見をもらった。風俗店については、法律事務所は新宿歌舞伎町にあり、顧問になっている店も風俗店が多かったが、それで知ったことは直接には書いていない、としている。

## あらすじ
刑事・本間俊介は、犯人確保時に負った傷のため休職中だった。そんな彼の元に、亡くなった妻・千鶴子の親戚で銀行員の栗坂和也が、意外な依頼を持ちかけてくる。それは、謎の失踪を遂げた和也の婚約者・関根彰子を探してほしいというものだった。
和也の話によると、クレジットカードを持っていなかった彰子にカード作成を勧めたところ、審査の段階で彼女が自己破産経験者であることが判明した。この件について問い詰められた彰子は、翌日には職場からも住まいからも姿を消してしまったという。
休職中で警察手帳も使えない本間は、彰子の親戚や雑誌記者を装い、独自に捜査を開始する。まず彰子の勤め先を訪れた本間は、社長から見せられた履歴書の写真に写る彼女の美貌に驚く。美しいながらも、夜の仕事には染まらない清楚な雰囲気が漂っていた。次に、彰子の自己破産手続きを担当した弁護士を訪ねると、自己破産した「関根彰子」は会社勤めの傍ら水商売をしており、大きな八重歯が特徴だという。勤め先で出会った関根彰子と自己破産した関根彰子は、名前は同じだが容貌も性格も素行も一致しなかった。
本間は、和也の婚約者だった「関根彰子」は、本物の関根彰子になりすました偽者ではないかという疑念を抱く。
捜査を進めるうちに本間は、都会での一人暮らしの夢を追いかけカード破産に陥る女性、無理なマイホーム購入が原因で家庭が崩壊した一家、実家の借金に苦しみ婚家を去らざるを得なかった女性など、借金に翻弄される人々の人生を目の当たりにする。

## 登場人物
本間 俊介
42歳。捜査一課の刑事。現在は休職中。
本間 智
10歳。俊介の息子。
本間 千鶴子
俊介の妻。故人。
井坂 恒男
本間家の隣人。
カッちゃん
智の同級生。
栗坂 和也
29歳。千鶴子のいとこの息子で、銀行員。
碇 貞夫
42歳。俊介の同僚。
関根 彰子
本物の関根彰子。かつてスナックに勤務しており、自己破産を経験している。
新城 喬子
偽の関根彰子。婚約者を残して失踪した。実父の遺した借金により取り立て屋に苦しめられ、売春を強要されていた過去を持つ。その悪境から脱するため、自身と境遇の近い人物になりすまそうとしていた。
野村 一恵
本物の彰子の同級生。
本多 保
本物の彰子の幼なじみ。
本多 郁美
保の妻。
関根 淑子
彰子の母。故人。宇都宮市に在住していたが、転落死を遂げた。
溝口 悟郎
関根彰子の破産手続きを担当した弁護士。
今井 四郎
今井事務機の社長。
みっちゃん
今井事務機の事務員。
澤木
溝口・高田弁護士事務所の事務員。
青年
溝口・高田弁護士事務所の事務員。
井坂 久恵
43歳。恒男の妻で、デザイナー。
片瀬 秀樹
下着通販会社ローズライン管理課課長補佐。新城喬子と交際していたが、喬子の他人になりすますという野望のために利用されていたに過ぎなかった。
須藤 薫
喬子の友人。
木村 こずえ
22歳。フリーター。
倉田 康司
喬子の別れた夫。
市木 かおり
喬子の元同居人。
雑誌記者
本間の知人。
宮城 富美江
彰子の知人。
紺野喫茶バッカスの店主。
紺野 明美
紺野の娘。
紺野 信子
紺野の妻。コーポ川口の大家。
宮田 かなえ
美容室ロレアルサロンの従業員。
ママ
ライハナのママ。
菊池
ライハナのバーテン。
マキ
ライハナの店員。
北村 真知子
理学療法士。
境
宇都宮署の刑事。
加藤
倉田不動産の社員。

## 書誌情報
- 単行本：1992年7月1日発売、双葉社、ISBN 978-4-5752-3117-5
- 文庫本：1998年1月30日発売、新潮文庫、ISBN 978-4-1013-6918-1
- Audible版：2019年8月15日配信、朗読:三浦友和、15時間35分

## テレビドラマ

### 1994年版
1994年（平成6年）2月5日に土曜ワイド劇場枠で『火車 カード破産の女!』というタイトルでドラマ化された。
映画でも高い実績を持つベテラン池広一夫が演出し、クライマックス一場面だけのために大きな喫茶店セットを組むなどの特徴がある。

#### 出演
- 本間 俊介 - 三田村邦彦
- 新城 喬子 - 財前直見
- 関根 彰子 - 森口瑤子
- 本多 保 - 沢向要士
- 栗坂 和也 - 山下規介
- 木村 こずえ - 吉野真弓
- 本間 智 - 大畑俊
- 本多 郁美 - 菅原あき
- 片瀬 秀樹 - 畠山久
- 碇 貞夫 - 角野卓造
- 今井 四郎 - 奥野匡
- 弁護士 - 小沢象
- 倉田の母 - たうみあきこ
- 倉田 康司 - 船越英一郎
- 溝口 治子 - 山口果林

#### スタッフ
- 脚本：吉田剛
- 音楽：小六禮次郎
- 監督：池広一夫
- 技術協力：映広
- プロデューサー：塙淳一（テレビ朝日）、今木清志（テレビ朝日）、池ノ上雄一（東映）、坂本年文（東映）
- 制作：テレビ朝日/東映

### 2011年版
2011年（平成23年）11月5日の21:00〜23:11に「宮部みゆき原作 ドラマスペシャル『火車』」として放送された。製作局は1994年（平成6年）版と同じテレビ朝日。土曜ワイド劇場と同じ時間枠だが、土曜ワイド劇場の作品ではなくスペシャルドラマ（特別番組）として放送された。視聴率17.0%。本作放送前には、シーン写真やポスターが展示される写真展が2011年10月29日からテレビ朝日本社1階アトリウムで開催された。
原作と異なり、本間は妻・千鶴子を半年前に亡くしたばかりで刑事を辞めようとさえ考えている。息子の智との関係も良好なものではなく、智自身も原作ほどの利発さはなく内向的である。犬のボケは死なない。本間は捜査をする際、「休職中の刑事」と正直に名乗っている。

#### 出演
本間 俊介
演 - 上川隆也
警視庁捜査一課の刑事。半年前に妻・千鶴子をなくし、3か月前に左足を撃ち抜かれた。怪我の治療のために休職中だが復職するか迷っている。千鶴子を亡くしてから息子の智との関係に悩み、怪我をしたときはかなり追い詰められている状態だった。和也から失踪した婚約者探しを依頼され引き受けるが、なぜ引き受けたのか本人にもよくわかっていない。傘を杖代わりにして、足を引きずって歩く。
新城 喬子
演 - 佐々木希
和也の婚約者。過去に自己破産していたことを和也に問われてすぐ失踪する。関根彰子と名乗っていたが、調べていくうちに本物の関根彰子ではないことが判明する。知的でモデル並みの長身の美女。
関根 彰子
演 - 田畑智子（少女期:高須瑠香）
本物の関根彰子。クレジットによる借金で自己破産をし水商売をしていたが、2年前から行方が分からなくなっている。小柄で赤い髪の女。
碇 貞夫
演 - 寺脇康文
警視庁捜査一課の刑事。本間の相棒。おどけたような口調が本間のことを気にかけている。ともに謎を追っていく過程で、本間が刑事らしさを取り戻していくのを好ましく思っている。
本多 保
演 - ゴリ（少年期:近藤那由汰）
本物の関根彰子の幼馴染。彰子が初恋の相手で、連絡が取れなくなったのを心配している。
栗原 和也
演 - 渡辺大
本間の妻・千鶴子のいとこの子。銀行勤務。失踪した婚約者“関根彰子”探しを本間に依頼する。
片瀬 秀樹
演 - 鈴木浩介
新城喬子が大阪にいた時の会社の上司。彼は喬子と真剣に付き合っていた。
倉田 康司
演 - 高橋一生
新城喬子の元夫。三重の不動産屋の御曹司。喬子とはたった3か月で離婚している。
須藤 薫
演 - 井上和香
新城喬子が名古屋にいた時に世話になった友人。
木村 こずえ
演 - 前田亜季
本間 智
演 - 山崎竜太郎
本間の息子。すぐ下を向く癖がある。ゆき曰く、母親を亡くしてすぐ父親が大怪我したことで不安になっているとのこと。毎日母親との思い出のカレーを作り続けている。公園で飼っている犬のボケを大切にしている。
本間 千鶴子
演 - 園英子
本間の妻、智の母。半年前に交通事故で亡くなった。
浜田 ゆき
演 - 茅島成美
千鶴子の母、智の祖母。1人で抱え込む本間を気にし、もっと頼ってほしいと思っている。
関根 淑子
演 - 前川恵美子
関根彰子の母。2年前に階段から転落し死亡している。
本多 郁美
演 - ちすん
保の妻。妊娠中である。
今野 信子
演 - 藤真利子
本物の関根彰子が住んでいたアパートの大家。
葛原 明美
演 - 美保純
本物の関根彰子が働いていたスナック・ライハマのママ
今井 四郎
演 - 金田明夫
偽物の関根彰子が務めていた事務機販売会社・今井事務販売の社長。
みっちゃん
演 - 上間美緒
偽物の関根彰子が務めていた事務機販売会社・今井事務販売の事務員。調べ物が得意。
溝口 悟郎
演 - 笹野高史
本物の関根彰子が自己破産した時の担当弁護士。
森田 宏
演 - 長谷川朝晴
小沢 まさる
演 - 谷口高史
宮田 かなえ
演 - メイサツキ
マスター
演 - 草川祐馬
受付嬢
演 - 宇都宮まき

#### スタッフ
- 脚本：森下直
- 音楽：吉川清之
- 監督：橋本一
- 撮影：朝倉義人
- 助監督：兼崎涼介
- プロダクション協力：東映太秦映画村
- チーフプロデューサー：五十嵐文郎（テレビ朝日）
- プロデューサー：川島誠史（テレビ朝日）、河瀬光（東映）、横塚孝弘（東映）
- 制作：テレビ朝日/東映

## 映画
2012年に韓国で映画化されている。原題は『화차（火車）』。脚本・監督はピョン・ヨンジュ、出演はイ・ソンギュン、キム・ミニ、チョ・ソンハ。日本では劇場公開されず、『火車 HELPLESS』の邦題で、2013年1月13日にWOWOWで放送された他、同年2月6日にDVDが発売。
原作と異なり、ヒロインの婚約者（原作の栗坂和也）を主人公とし、彼がヒロインの行方を最後まで追い続けるストーリーとなっている。また、休職中の刑事（原作の本間俊介）が「収賄で免職となった求職中の元刑事」、婚約者が「刑事の従弟で動物病院の院長」にそれぞれ設定変更されている他、結末が原作とは別のものになっている。